# Mount Crawford, Antarktis
Mount Crawford är ett berg i Antarktis. Det ligger i Västantarktis. Chile gör anspråk på området. Toppen på Mount Crawford är 2 255 meter över havet, eller 521 meter över den omgivande terrängen. Bredden vid basen är 6,8 km.
Terrängen runt Mount Crawford är huvudsakligen kuperad, men åt sydost är den bergig. Trakten är obefolkad. Det finns inga samhällen i närheten.